# Полом (Белохолуницкий район)
Полом — село в Белохолуницком районе Кировской области. Административный центр Поломского сельского поселения.

## География
Расположено по прямой примерно в 37 км к северу от районного центра города Белая Холуница (по автодороге — 52 км) и в 133 км от областного центра г. Кирова.

## История
Старинное название села Полом — Спасо-Вобловицкое. Основано в 1553 году на низменном левом берегу реки Вятки.

### Исторические названия села
- с 1595 года — погост с церковью во имя святого Ильи пророка;
- в 1629 году упоминается как Спасское (Вобловица) или Спасо-Вобловицкое;
- в 1679 году упоминается как Спасский Полом;
- до 1908 года — село Вобловицкое;
- с 1908 года — село Вобловица.[3]

### Изменения в административно-территориальном подчинении
С 31 января 1595 года в составе Вобловицкой волости Слободского уезда Вятской земли.
По переписи 1893 года значился как центр Редькинской волости Слободского уезда Вятской губернии Российской империи.
С 23 января 1935 года было административным центром Поломского района Кировского края (с 1936 года — Кировская область).
С 30 сентября 1955 года, — центр Поломского сельсовета Белохолуницкого района Кировской области.

## Население
| 2010 |
| ---- |
| 690  |

## Русская православная церковь
- Спасская церковь (основана в 1759 году)[3]

## Личности
- Шутов, Евгений Ефимович (1926—1995) — советский актёр театра и кино, народный артист РСФСР (1980)

## Прочее
«31 января 1595 года Вобловицкая волость Слободского уезда стала вотчиной вятского Успенского Трифонова монастыря. В 1764 году Екатерина II осуществила секуляризацию церковных земель, в связи с чем Вобловицкая волость была изъята из ведения монастыря и передана в государственное управление.»